# Dryptodon pilifer
Dryptodon pilifer là một loài Rêu trong họ Grimmiaceae. Loài này được (P. Beauv.) Ochyra & Żarnowiec mô tả khoa học đầu tiên năm 2003.